# Simplegadi
Le Simplegadi (dal greco syn, insieme, e plésso, urtare, battere) sono, nella mitologia greca, un gruppo di isole, note anche come Isole Cianee, all'ingresso del Ponto Eusino. Si narrava che queste isole si scontrassero continuamente fra loro (da qui il nome), costituendo così un pericolo per i marinai che navigavano in quelle acque. Furono attraversate da Giasone e gli Argonauti durante la ricerca del Vello d'oro. L’uso che se n’è fatto nella letteratura attuale non è molto diffuso. Talvolta lo si trova nel titolo “Simplegadi o la notte” del poeta Carmine Brancaccio, dove l’allegoria del mistero, del buio e del rischio (come le Simplegadi stesse), è il tema ricorrente della raccolta.